# Peter Mark Richman
Pour les articles homonymes, voir Richman.
Peter Mark Richman est un acteur américain né le 16 avril 1927 à Philadelphie en Pennsylvanie et mort le 14 janvier 2021 à Los Angeles (Californie).

## Biographie
Né à Philadelphie, en Pennsylvanie, de parents juifs, Peter Mark Richman était le fils de Yetta Dora (née Peck) et de Benjamin Richman, un entrepreneur de peinture et de cintre. Il est marié à l'actrice Helen (Landess) Richman depuis 1953 et ils ont cinq enfants ensemble, dont le compositeur et chef d'orchestre lauréat d'un Grammy Award Lucas Richman. 
Avant sa carrière d'acteur, il a commencé une carrière de pharmacien. « Mon père est mort quand j'avais 16 ans et mon frère était en quelque sorte un père de substitution », se souvient Richman. « Il était pharmacien et j'ai travaillé dans son magasin à l'adolescence. Il pensait que je devrais avoir une vraie éducation alors j'ai fini par aller à contre-cœur à l'école de pharmacie. Je m'attendais à échouer après six semaines, mais j'ai réussi, j'ai obtenu mon diplôme et je suis devenu pharmacien agréé dans deux États. »

## Mort
Peter Mark Richman est décédé de causes naturelles à Woodland Hills, en Californie, le 14 janvier 2021, à l'âge de 93 ans.

## Filmographie

### Cinéma
- 1956 : La Loi du Seigneur de William Wyler : 'Gard' Jordan (Charles)
- 1957 : Demain ce seront des hommes de Jack Garfein : Colonel Corger
- 1958 : Le Gang des filles de Paul Henreid : Lieutenant Bill Hanley
- 1958 : L'Orchidée noire de Martin Ritt : un noble
- 1961 : The Murder Men de John Peyser : Nick Cain
- 1965 : Dark Intruder de Harvey Hart : Robert Vandenburg
- 1966 : Le Mur des espions de Gerd Oswald : Adam Chance
- 1968 : Le Jour des Apaches : Dr March
- 1968 : For Singles Only de Arthur Dreifuss : Gerald Pryor
- 1968 : How to Steal the World de Sutton Roley : M. Webb
- 1979 : In Search of Historic Jesus : Dieu
- 1980 : PSI Factora de Bryan Trizers : Edgar Hamilton
- 1988 : Judgement Day de Ferde Grofe : un prêtre
- 1989 : Vendredi 13, chapitre VIII : L'Ultime Retour de Rob Hedden : Charles McCulloch
- 1991 : Y a-t-il un flic pour sauver le président ? de David Zucker : Arthur Dunwell
- 1999 : 4 Faces de Ted Post
- 2002 : Poolhall Junkies de Mars Callahan : Phillip
- 2011 : After the Wizard de Hugh Gross: Charles Samuel Williams
- 2011 : Mysteria de Lucius C. Kuert  : Sénateur Mitchell

### Télévision
- 1953 : Suspense : le jeune officier (1 épisode)
- 1956-1962 : The United States Steel Hour (en) : Lieutenant Antonio Ortega, Mark Henderson et John West (5 épisodes)
- 1958-1960 : Alfred Hitchcock présente : Mike et l'officier Barrett (2 épisodes)
- 1958 : Playhouse 90 : Stu (1 épisode)
- 1959 : Rawhide : Mastic (1 épisode)
- 1961-1962 : Les Barons de la pègre : Nicholas Cain (30 épisodes)
- 1963 : Stoney Burke : Redmond (1 épisode)
- 1963 : Ben Casey : Dr Henry Pryor (1 épisode)
- 1963-1965 : Au-delà du réel : Jefferson Rome et professeur Ian Fraser (2 épisodes)
- 1963-1971 : Le Virginien : Wade, Al Keets et Johnny Madrid (4 épisodes)
- 1964 : La Quatrième Dimension : Robert Franklin (1 épisode)
- 1964-1966 : Combat ! : Lieutenant Marchand et Capitaine Aptmeyer (2 épisodes)
- 1964-1966 : Le Fugitif : député Steel et Johnny (2 épisodes)
- 1965 : Les Mystères de l'Ouest : Prince Gio (1 épisode)
- 1965-1974 : Sur la piste du crime : plusieurs rôles (8 épisodes)
- 1966 : T.H.E. Cat : Miguel Figueroa (1 épisode)
- 1966 : Jericho : Major Otto von Zeeny (2 épisodes)
- 1966-1968 : Voyage au fond des mers : John Hendrix et Gantt (2 épisodes)
- 1967 : Le Cheval de fer : Pierre le Duc (1 épisode)
- 1967 : Brigade criminelle : Emmett Koster (1 épisode)
- 1967 : Daniel Boone : Hawk (1 épisode)
- 1967-1968 : Les Envahisseurs : Andrew Hatcher et Tom Wiley (2 épisodes)
- 1967-1974 : L'Homme de fer : Parker et Daryll Frazer (2 épisodes)
- 1968 : Des agents très spéciaux : Webb (2 épisodes)
- 1968 : Gunsmoke : Norm Trainer (1 épisode)
- 1968 : Bonanza : Richard Vardeman (1 épisode)
- 1969 : My Friend Tony (1 épisode)
- 1968-1969 : Opération vol : Carl Kovacs et Anton Vich (2 épisodes)
- 1969 : Hawaï police d'État : Nick Morgan (1 épisode)
- 1968-1969 : Les Règles du jeu : Robert Coates et Latimer (2 épisodes)
- 1970 : Mannix : Martin Emory (1 épisode)
- 1970 : House on Greenapple Road : Sal Gilman
- 1970 : Insight : Jack, Charlie et Monday (3 épisodes)
- 1970 : The Silent Force (en) (1 épisode)
- 1970-1972 : Mission impossible : Dr Hargreaves, Dr Paul Tabor et Général Stefano Aragas (3 épisodes)
- 1970-1974 : Un shérif à New York : Capitaine Dettmer et Peter B. Clifford (2 épisodes)
- 1971-1972 : Longstreet : Duke Paige (21 épisodes)
- 1972 : Banacek : Andy Cole (1 épisode)
- 1973 : Docteur Marcus Welby : Arthur Kolinski (1 épisode)
- 1973 : Search : Samuel Boyce (1 épisode)
- 1973 : The New Perry Mason : Junius (1 épisode)
- 1973 : Les Rues de San Francisco : Lieutenant Vincent Bondini (1 épisode)
- 1974-1976 : Barnaby Jones : Jim Redmon et Richard Stayman (2 épisodes)
- 1974 : Nightmare at 43 Hillcrest : Jason Bernard
- 1974-1976 : Police Story : Longman, Len Sinkwich et un abbé (3 épisodes)
- 1975 : Petrocelli : Leo Roman (1 épisode)
- 1976 : Switch : Saunders (1 épisode)
- 1976 : Electra Woman and Dyna Girl : Le Pharaon (4 épisodes)
- 1976 : Cannon : Colonel Roy Haggard (1 épisode)
- 1976 : Baretta : Simon Abbott (1 épisode)
- 1977 : Quincy : Walter Kingman (1 épisode)
- 1977 : Super Jaimie : Colonel Dubnov (1 épisode)
- 1978 : L'Homme qui valait trois milliards : Dr Walter Ellis (1 épisode)
- 1978 : The Islander : Lieutenant Larkin
- 1978 : Dallas : Maynard Anderson (1 épisode)
- 1978 : Le Signe de justice : Howard Thaler (1 épisode)
- 1978 : Wonder Woman : Dr Crippin (1 épisode)
- 1978-1983 : L'Île fantastique : Richard Winston, Sam Treacher, Carl Dekker et Roy Burke (4 épisodes)
- 1979 : Starsky et Hutch : Avery Schiller (1 épisode)
- 1978-1979 : Greatest Heroes of the Bible : Roi Bera (6 épisodes)
- 1979 : Drôles de dames : Atamien (1 épisode)
- 1978-1979 : Three's Company : Révérend Snow (1 épisode)
- 1978-1980 : Vegas : Sam Ullman et Grady (3 épisodes)
- 1980 : Galactica 1980 : Colonel Briggs (2 épisodes)
- 1981 : The Misadventures of Sheriff Lobo : M. Sherman (1 épisode)
- 1981 : L'Incroyable Hulk : Ellis Jordan (1 épisode)
- 1981-1982 : Pour l'amour du risque : Arthur Horton et Owen Grant (2 épisodes)
- 1981-1984 : Dynastie : Andrew Laird (27 épisodes)
- 1982 : L'Homme qui tombe à pic : Frank Dial (1 épisode)
- 1984 : Santa Barbara : C.C. Capwell (28 épisodes)
- 1985 : La croisière s'amuse : Frank Patton (1 épisode)
- 1984-1985 : K 2000 : Kleist et Dr Bergstrom (2 épisodes)
- 1985-1988 : Hôtel : Dr Lyman (2 épisodes)
- 1986 : Défenseurs de la Terre : Le Fantôme et autres personnages (31 épisodes)
- 1986 : Le Juge et le Pilote : Roy Barlow (1 épisode)
- 1986 : Hooker : Russ Paterno (1 épisode)
- 1986 : Jackie et Sara : Louie Fournier (1 épisode)
- 1986 : Arabesque : Lamar Bennett (1 épisode)
- 1988 : Star Trek : La Nouvelle Génération : Ralph Offenhouse (1 épisode)
- 1989 : Matlock : Adam Whitley (1 épisode)
- 1990 : Swamp Thing : Falco (1 épisode)
- 1993 : SWAT Kats: The Radical Squadron : un ouvrier de KatCo (1 épisode)
- 1993-1994 : Beverly Hills 90210 : Lawrence Carson (4 épisodes)
- 1994 : Batman : Charles Baxter (1 épisode)
- 2000 : Batman, la relève : Winchell (1 épisode)